# Kaltfront (Band)
Kaltfront ist eine Post-Punk-Band aus Dresden, die von 1986 bis 1990 existierte und deren Mitglieder seit 2005 wieder gemeinsam auftreten.

## Bandgeschichte

### 1986 bis 1990
Kaltfront ging aus den Punkbands Paranoia und Suizid hervor. Zum ersten Line-up gehörten J. Blitz Gouthier (ex-Suizid, Gitarre) und Sonic Jörg (ex-Paranoia, Bass). Unterstützt wurden die beiden durch Donald Schönfelder (Schlagzeug) und Kanne am Gesang. Das erste Demo Zieh dich warm an wurde im Januar 1987 bei Andeck Baumgärtel unter „studioähnlichen Bedingungen“ aufgenommen und über den Tape-Trading-Markt veröffentlicht. Gleichzeitig erhielt die Band ihre Spielerlaubnis und durfte auch in FDJ-Klubs auftreten. Tom Wittig übernahm den Gesang, da Kanne zur NVA eingezogen wurde. Am Vom 2. bis 6. Juni 1987 trat die Gruppe bei der „Werkstattwoche der Amateurtanzformationen des Bezirkes Dresden“ in Görlitz auf und wurde dort als „beste teilnehmende Band“ ausgezeichnet. Sie erhielten dafür 500 Mark. Um diese Zeit lernten Kaltfront auch Lutz Schramm von der Radiosendung „Parocktikum“ kennen, der verschiedene Aufnahmen der Gruppe in seiner Sendung auf DT64 vorstellte. Im Februar 1988 erschien das Holiday im Niemandsland-Tape. Aufgenommen wurde es im Proberaum der Metal-Band STM („St. Metal“). 1989 folgte das Tape 5 Männer in der Stadt, wieder mit Kanne am Gesang. Gegen Ende des Jahres gingen Drummer Tom Tall und Sänger Kanne in den Westen. Mit Gastmusikern erschien Anfang 1990 das Kaltfront-Mini-Tape. Die Gruppe spielte noch im selben Jahr als Vorband für Die Toten Hosen ihre Abschiedsshow.

### Reunion 2005
2005 fand die Band anlässlich eines Gigs der Band Bottles, die eine CD mit Kaltfront-Coverversionen veröffentlicht haben, wieder zusammen. Da Donald Schönfelder, der Original-Schlagzeuger, keinen Kontakt mehr zu den Mitgliedern der Gruppe hatte, wurde mit Micha ein neuer Schlagzeuger in die Band aufgenommen. Den Gesang übernahm wie 1988 Tom Wittig. Das offizielle Reunionskonzert fand dann im Kurländer Palais statt. Als Support feierte dabei Roger Baptist sein Bühnendebüt als Rummelsnuff. Die Gruppe begann auch neue Stücke zu schreiben, die auf ihrer Myspace-Seite veröffentlicht wurden. Auf dem Label Rundling erschienen eine Live-LP und -CD und eine Kompilation-LP (CD-Wiederveröffentlichung über Teenage Rebel Records) der Gruppe. Kaltfront verstehen sich nicht als Ostalgie-Band, sondern versuchen als aktuelle Band aufzutreten. 2008 beteiligte sich Kaltfront an dem Theaterstück Medea nach Heiner Müller unter der Regie von Manja von Wildenhain. Ende 2011 erschien mit Zwischen allen Fronten ein neues Album. Peter Richter hat Kaltfront in die Playlist prägender Stücke für seinen 2015 veröffentlichten Wenderoman 89/90 aufgenommen. Die Theaterinszenierung des Romans vom Schauspiel Leipzig endet mit dem Lied N.O.T. von Kaltfront. Nach einigen personellen Veränderungen veröffentlichte die Band 2017 die LP/CD Wenn es dunkel wird. Im Jahr 2021 folgte das Album Spiegel, welches von der Kritik positiv aufgenommen wurde. Seit diesem Jahr produziert die Band eigene Musikvideos zu ihren Liedern. 

## Diskografie

### Kassetten
- 1986: Live in Lugau 1986 (Heimat Kassetten)
- 1987: Zieh dich warm an (Zieh dich warm an Tapes)
- 1988: Holiday im Niemandsland (Zieh dich warm an Tapes)
- 1988: The Early Tapes (Zieh dich warm an Tapes)
- 1988: We're the Thirsty Animals (Zieh dich warm an Tapes)
- 1988: A Friday Night in San Francisco (Live in Cottbus, Zieh dich warm an Tapes)
- 1989: Fünf Männer in der Stadt (Zieh dich warm an Tapes)
- 1990: The Kaltfront Mini Tape (Zieh dich warm an Tapes)
- 1990: Von hier bis zur Ewigkeit (Live, Zieh dich warm an Tapes)
- 1990: Sicher gibt es bessere Bands, doch diese war die unsere (Best of, Zieh dich warm an Tapes)
- 1991: Kaltfront (Best of 1987/1988, Blue Mask)
- 2018: Live beim Störfaktor (Live in Zwickau, 2016, Rundling)

### Alben
- 2000: Live ’88 LP (Rundling/Eastcore.de)
- 2006: Zieh dich warm an LP (Rundling/Major Label/Eastcore.de)
- 2008: Zieh dich warm an CD-Reissue (Teenage Rebel Records)
- 2010: Live ’88 CD-Reissue (Rundling)
- 2011: Zwischen allen Fronten CD/LP (Rundling/East Side Records)
- 2015: Holiday im Niemandsland LP (Rundling)
- 2017: Wenn es dunkel wird CD/LP (Rundling)
- 2018: Live 1988 2LP-Reissue (Rundling)
- 2021: Spiegel CD/LP (Rundling)

### Videos
- 2018: Es reicht mir nicht (Enrico Damme)
- 2018: N.O.T. (rficture, Reiko Fitzke)
- 2021: Spiegel (Zieh dich warm an Pictures)
- 2021: Zurück in dein Grab (Zieh dich warm an Pictures)
- 2021: Ein schlechter Film (Zieh dich warm an Pictures)
- 2021: L.W.E.K. (Zieh dich warm an Pictures)
- 2021: Was glaubst du (Zieh dich warm an Pictures)
- 2021: This Is a Happy Gerneration (1988 / 2017; Zieh dich warm an Pictures)
- 2022: Treibsand (Zieh dich warm an Pictures, Reiko Kayser-Fitzke, Fly Ralf Menzel)
- 2024: Nachts in den Straßen (live 2022), rficture - Reiko Kayser-Fitzke